# Picea austropanlanica
Picea austropanlanica (лат.) — вид хвойных деревьев рода елей (Picea), эндемик Китая, произрастает на территории провинции Сычуань.
Относительно крупные древесные хвойные растения. Вегетативные и репродуктивные органы этих деревьев имеют строение, характерное для других елей из Восточной Азии.

## Таксономия
Picea austropanlanica Silba Journal of the International Conifer Preservation Society 6(2): 33. 1999.
Новый вид еловых деревьев, сравнительно недавно описанный американским специалистом по голосеменным растениям Джоном Силба, опубликовавшим диагноз вида в 1999 году.